# رادار دوگا

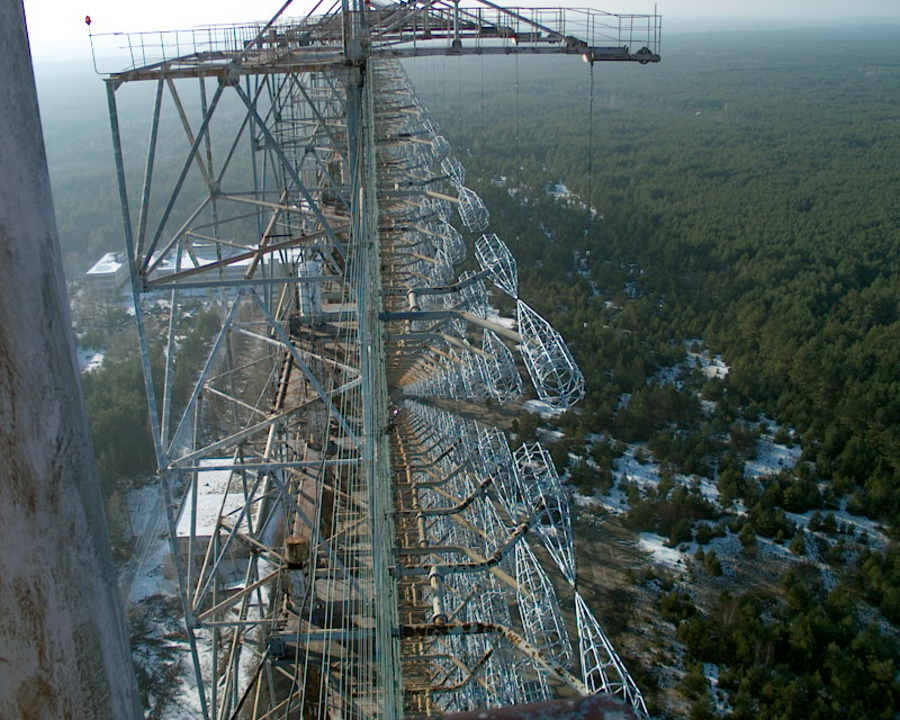
آرایه دوگا-۱ در منطقه ممنوعه چرنوبیل.

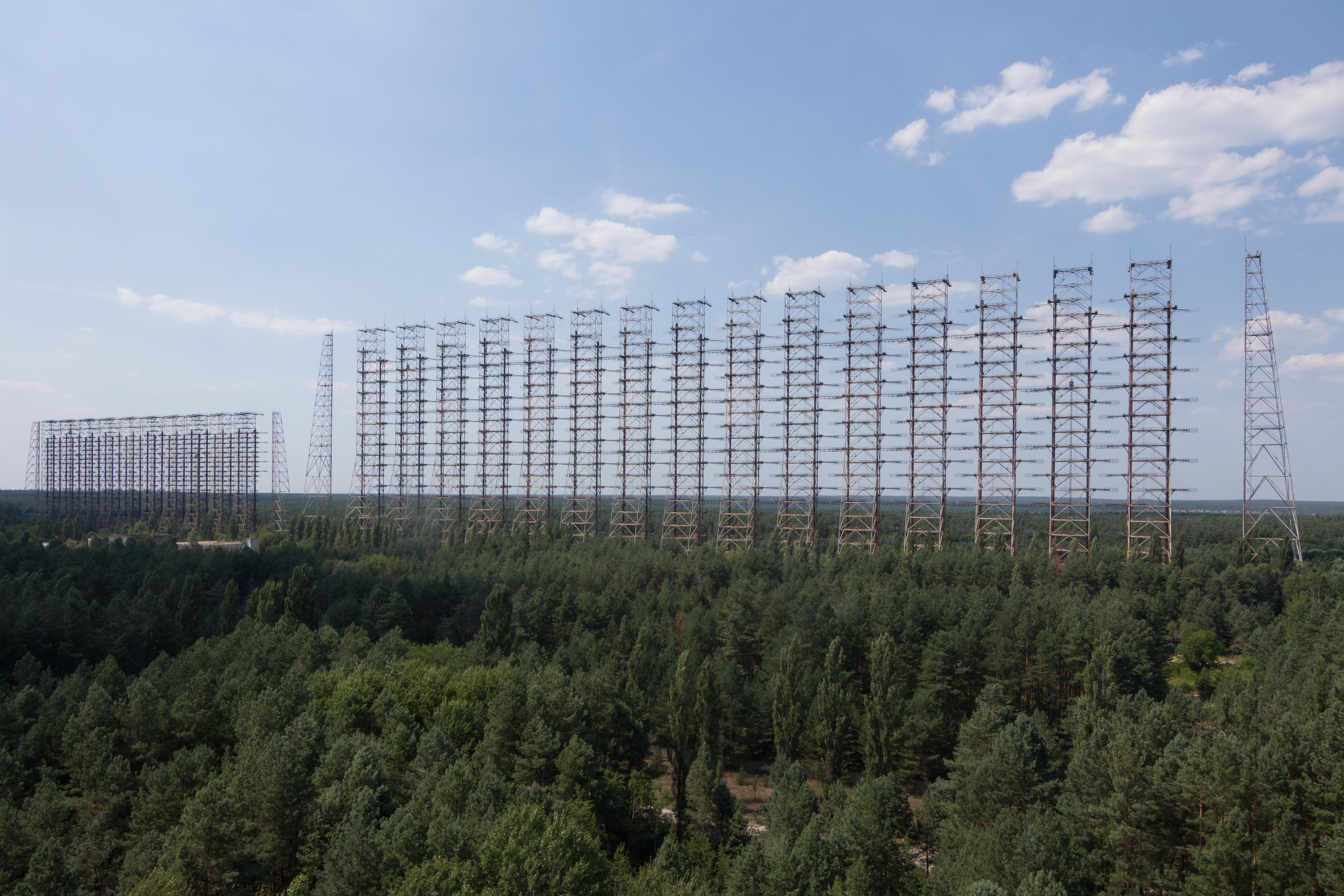
آرایه رادار دوگا در چرنوبیل، از دور دیده می‌شود.

دوگا (روسی: Дуга́ به معنای واقعی کلمه "قوس" یا "منحنی") یک سیستم راداری فرا افق (OTH) ساخته شده در اتحاد جماهیر شوروی بود که به عنوان بخشی از شبکه راداری هشدار اولیه دفاع موشکی استفاده می‌شد. این سیستم از ژوئیه ۱۹۷۶ تا دسامبر ۱۹۸۹ کار می‌کرد. به‌طور کلی در اتحاد شوروی، دو رادار دوگا عملیاتی و مستقر شدند، یکی در نزدیکی چرنوبیل، چرنیهیف در اوکراین شوروی (اوکراین امروزی)، دیگری در شرق سیبری مستقر شده‌است.
سیستم‌های دوگا بسیار قدرتمند بودند و به بیش از ۱۰ مگاوات می‌رسید، و در باندهای رادیویی موج کوتاه پخش می‌شدند. شنوندگان موج کوتاه به آنها لقب دارکوب روسی داده بودند، زیرا گسیل‌هایشان به‌طور تصادفی ظاهر می‌شد و مانند صدای ضربه زدن تند و تکراری در ۱۰ هرتز بود. پرش‌های فرکانس تصادفی بود با پخش‌های قانونی، رادیوی آماتور، ارتباطات هوانوردی تجاری، اقیانوسی، و خدمات دیگر رادیویی تداخل ایجاد می‌کرد و منجر به شکایت‌های بسیاری از سوی کشورهای دیگر شد. بعد از مدتی سیگنال چنان آزاردهنده شد که برخی از سازنده‌های گیرنده‌های مورد استفاده در رادیو و تلویزیون آماتور (مورد استفاده مردم عادی)، شروع به گنجاندن «دارکوب بلانکرز» در طرح‌های مدار خود کردند.

## پیوند بیرونی
- چرنوبیل-2. تأسیسات نظامی مخفی در قلمرو منطقه محرومیت. متن و عکس ۲۰۰۸
- OTH-رادار "چرنوبیل - ۲" و مرکز ارتباطات فضایی
- "Circle" یک سیستم کمکی برای OTH-Radar "Chornobyl - 2" است.
- دارکوب روسی، میامی هرالد، جولای ۱۹۸۲.
- Steel Yard OTH , globalsecurity.org
- چند عکس از چرنوبیل-۲
- عکس‌های «دوگا» در englishrussia.com
- چرنوبیل-۲
- پایگاه نظامی فوق سری که در جنگل تحت تابش چرنوبیل پنهان شده‌است
- عکاسی ابسیدین اوربکس | عکس‌های گرفته شده در سال ۲۰۱۶